# Chiara Mastroianni

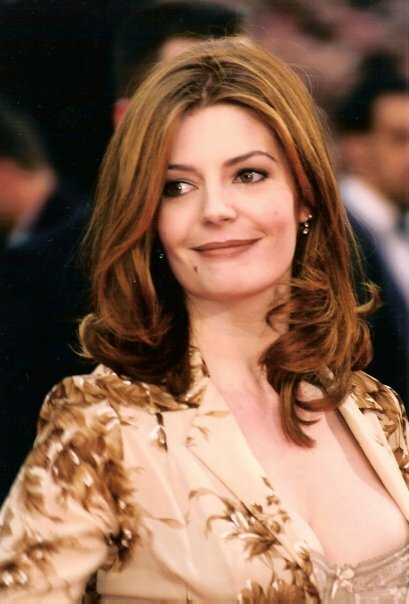
(1997)

Chiara Charlotte Mastroianni (Parijs, 28 mei 1972) is een Frans actrice van deels Italiaanse afkomst. Ze werd voor haar rol in de dramafilm Ma saison préférée in 1994 genomineerd door de César voor meest veelbelovende actrice. Datzelfde jaar won ze daadwerkelijk een National Board of Review Award samen met de gehele ploeg van de tragikomedie Prêt-à-Porter, waarin ze te zien is als Sophie Choiset.
Mastroianni is de dochter van de Italiaanse acteur Marcello Mastroianni en de Franse actrice Catherine Deneuve. Haar halfbroer langs moederszijde is acteur Christian Vadim. Ze beviel zelf in 1996 van zoon Milo, die ze kreeg met de Franse beeldhouwer Pierre Torreton. Mastroianni trouwde in 2002 met de Franse zanger Benjamin Biolay, met wie ze in 2003 dochter Anna kreeg.
Mastroianni was voor het eerst in een film te zien als naamloos klein meisje in haar moeders film À nous deux. Veertien jaar later debuteerde ze in Ma saison préférée echt als actrice, opnieuw naast haar moeder. Sindsdien had ze rollen in meer dan dertig films. In Prêt-à-Porter en Trois vies & une seule mort (1996) speelde ze samen met haar vader. Met Deneuve speelde Mastroianni behalve in À nous deux en Ma saison préférée in Les voleurs (1996), Le temps retrouvé, d'après l'oeuvre de Marcel Proust (1999), Persepolis (2007), Un conte de Noël (2008) en Bancs publics (Versailles rive droite) (2009). In Le temps retrouvé, d'après l'oeuvre de Marcel Proust en Le crime est notre affaire (2008) is ze samen met halfbroer Vadim te zien.

## Filmografie
*Exclusief televisiefilms
| - Marcello Mio (2024) - Langue étrangère (2024) - Claire Darling (2018) - Saint Amour (2016) - 3 cœurs (2014) - La rançon de la gloire (2014) - Les salauds (2013) - Linhas de Wellington (2012) - Augustine (2012) - Americano (2011) - Poulet aux prunes (2011) - Les bien-aimés (2011) - Homme au bain (2010) - Non ma fille, tu n'iras pas danser (2009) - Bancs publics (Versailles rive droite) (2009) - Un chat un chat (2009) - Le crime est notre affaire (2008) - La belle personne (2008) - Un conte de Noël (2008) - Persepolis (2007, stem) - Les chansons d'amour (2007) - L'heure zéro (2007) - Akoibon (2005) - Il est plus facile pour un chameau... (2003) | - Carnages (2002) - Hotel (2001) - Le parole di mio padre (2001) - Six-Pack (2000) - Libero Burro (1999) - La lettre (1999) - Le temps retrouvé, d'après l'oeuvre de Marcel Proust (1999) - À vendre (1998) - On a très peu d'amis (1998) - Nowhere (1997) - Caméléone (1996) - Comment je me suis disputé... (ma vie sexuelle) (1996) - Les voleurs (1996) - Trois vies & une seule mort (1996) - Le journal du séducteur (1996) - All Men Are Mortal (1995) - N'oublie pas que tu vas mourir (1995) - Hillbilly Chainsaw Massacre (1995) - Prêt-à-Porter (1994) - À la belle étoile (1993) - Ma saison préférée (1993) - Oci ciornie (1987) - À nous deux (1979) |

- Bibsys: 8044027
- Biblioteca Nacional de España: XX874399
- Bibliothèque nationale de France: cb140012115 (data)
- Gemeinsame Normdatei: 141622903
- International Standard Name Identifier: 0000 0001 1468 1693
- Library of Congress Control Number: no2001083095
- MusicBrainz: e7f821a2-af63-47be-849d-3a7987db1db8
- Nationale Bibliotheek van Tsjechië: pna2007370859
- Nationale Bibliotheek van Israël: 987007429468805171
- Nationale Bibliotheek van Polen: a0000002968624
- Nederlandse Thesaurus van Auteursnamen: 339651326
- Réseau des bibliothèques de Suisse occidentale: 02-A011010748
- Istituto Centrale per il Catalogo Unico: UBOV496667
- Système universitaire de documentation: 085266426
- Virtual International Authority File: 14968886
- WorldCat: E39PBJfGYdttmpMRrvvdVMyjmd